# ۱۰ اسفند
۱۰ اسفند/حوت سیصد و چهل و ششمین روز سال در گاه‌شماری خورشیدی است. به پایان سال ۱۹ روز (۲۰ روز در سال کبیسه) باقی‌است.

## رویدادها
- ۱۳۷۵ - زمین‌لرزه ۱۳۷۵ اردبیل
- ۱۳۸۸ - توقیف هفته‌نامه ایران‌دخت
- ۱۳۸۸ - نخستین توقیف روزنامه اعتماد
- ۱۳۸۹ - تظاهرات ۱۰ اسفند ۱۳۸۹ جنبش سبز
- ۱۳۹۰ - رقابت ۱۰ اسفند ۱۳۹۰ تیم ملی فوتبال ایران با تیم ملی فوتبال قطر در مرحله مقدماتی جام جهانی فوتبال ۲۰۱۴ (آسیا)
- ۱۳۹۷ - برف و بوران ۱۳۹۷ کوهرنگ
- ۱۳۹۸. امضای پیمان صلح امریکا و طالبان در دوحه (۲۹ فبروری ۲۰۲۰).
- ۱۳۹۹ - تایید نهایی حکم قصاص آرمان عبدالعالی ؛ عامل جنایت قتل غزاله شکور در دیوان عالی کشور [۱]

## زادروزها
- ۱۳۰۶ - مهدی اخوان ثالث، شاعر
- ۱۳۰۸ - نصرت رحمانی، شاعر
- ۱۳۰۹ - بهمن محصص، نقاش و مجسمه‌ساز
- ۱۳۷۰ - پیام صادقیان، بازیکن فوتبال

## درگذشت‌ها
- ۱۳۶۵ - امیر حاج امینی، بی‌سیم‌چی گردان نصر لشکر ۲۷ محمد رسول‌الله
- ۱۳۷۴ - شمس پهلوی، از فرزندان رضاشاه و تاج‌الملوک آیرملو
- ۱۳۹۲ - علی‌اکبر شعاری‌نژاد، روان‌شناس
- ۱۳۹۸ - محمدعلی رمضانی، نماینده حوزه انتخابیه آستانه اشرفیه در دوره یازدهم مجلس شورای اسلامی

## مناسبت‌ها
- جشن وخشنکام